# A Very Potter Musical
A Very Potter Musical (původním názvem Harry Potter: The Musical) je americký muzikál. Text a hudbu napsali Darren Criss a A. J. Holmes a příběh napsali Matt Lang, Nick Lang a Brian Holden. Muzikál je parodií založenou na knižní sérii o Harrym Potterovi, přesně Harry Potter a Kámen mudrců, Harry Potter a Ohnivý pohár, Harry Potter a princ dvojí krve a Harry Potter a relikvie smrti a také na jejich filmových zpracováních.
A Very Potter Musical vypráví příběh o návratu Harryho Pottera do Školy čar a kouzel v Bradavicích, o strastech dospívání, jeho účasti na Turnaji tří kouzelníků a o návratu temného čaroděje lorda Voldemorta k moci.
Muzikál se hrál od 9. do 11. dubna 2009 na kampusu Michiganské univerzity. Představení produkovala divadelní společnost Team StarKid a režie se ujal Matt Lang. V muzikálu se představili Darren Criss jako Harry Potter, Joey Richter jako Ron Weasley, Bonnie Gruesen jako Hermiona Grangerová, Lauren Lopez jako Draco Malfoy, Brian Rosenthal jako Quirinus Quirrell a Joe Walker jako Lord Voldemort. Na konci června 2009 společnost umístila celý muzikál na YouTube a z videí se stal obrovský hit a zhlédly je miliony uživatelů. Tento muzikál také umožnil Teamu StarKid vytvořit následující muzikály: Me and My Dick (2009), A Very Potter Sequel (2010) a Starship (2011).

## Osoby a obsazení
| Herec/Herečka    | Postava                             |
| ---------------- | ----------------------------------- |
| Darren Criss     | Harry Potter                        |
| Joey Richter     | Ron Weasley                         |
| Bonnie Gruesen   | Hermiona Grangerová                 |
| Lauren Lopez     | Draco Malfoy                        |
| Jaime Lyn Beatty | Ginny Weasleyová                    |
| Joe Walker       | Lord Voldemort                      |
| Dylan Saunders   | Albus Brumbál                       |
| Brian Rosenthal  | Quirinus Quirrell                   |
| Joe Moses        | Severus Snape                       |
| Britney Coleman  | Belatrix Lestrangeová               |
| Tyler Brunsman   | Cedric Diggory Kornelius Popletal   |
| Devin Lytle      | Cho Changová                        |
| Richard Campbell | Neville Longbottom                  |
| Julia Albain     | Vincent Crabbe                      |
| Sango Tajima     | Levandule Brownová                  |
| Jim Povolo       |                                     |
| Lily Marks       | Pansy Parkinsonová Molly Weasleyová |

## Muzikálová čísla
První dějství
- "Goin' Back to Hogwarts" – Harry Potter, Ron Weasley, Hermiona Grangerová, Cedric Diggory, Draco Malfoy, Albus Brumbál, Studenti z Bradavic
- "Different As Can Be" – Lord Voldemort, Quirinus Quirrell
- "Ginny's Song" – Harry Potter
- "Harry" – Ginny Weasleyová
- "Different As Can Be" (Reprise) – Lord Voldemort, Quirinus Quirrell
- "Hey Dragon" nebo "The Dragon Song" – Harry Potter, Maďarský trnoocasý drak
- "Ginny's Song Reprise (Cho's Song)" – Harry Potter
- "Granger Danger" – Ron Weasley, Draco Malfoy
- "To Dance Again!" – Lord Voldemort, Quirinus Quirrell, Smrtijedi

Druhé dějství
- "Pigfarts, Pigfarts Here I Come...." – Draco Malfoy
- "Missing You" – Harry Potter, Quirinus Quirrell, Lord Voldemort
- "Not Alone" – Ginny Weasleyová, Harry Potter, Ron Weasley, Hermiona Grangerová
- "Voldemort is Goin' Down" – Ron Weasley, Hermiona Grangerová, Studenti z Bradavic
- "Not Alone/Goin' Back to Hogwarts" (Reprise) – Všichni v kouzelnickém světě

## Vznik
Mezitím co četli knihu Harry Potter a Ohnivý pohár, Nick Lang a pár dalších studentů navštěvující Michiganskou univerzitu diskutovali o možnosti, že by byl Draco Malfoy zamilovaný do Hermiony Grangerové, protože ji neustále šikanoval a vytvořili tím základ písně "Granger Danger," která vedla k myšlence vytvoření muzikálu o Harrym Potterovi. Když byl napsaný příběh, požádali Darrena Crisse, zda mohou použít jeho písně "Sami," která byla napsána pro internetový Little White Lie a "Not Alone", kterou celý muzikál končí.

## Představení
Harry Potter: The Musical se hrál od 9. do 11. dubna na kampusu univerzity v Michiganu. Brzy poté skupina zveřejnila celý muzikál na YouTube. Nicméně později byla videa stažena, protože se skupina bála, že by ji mohli zažalovat, ale nakonec se muzikál znovu zveřejnil, mírně cenzurovaný a pod novým jménem A Very Potter Musical na konci června 2009.

## Nahrávání soundtracku
Soundtrack s písněmi z představení byl v roce 2009 uveřejněn na stránkách Team StarKid. Jsou zde obsaženy všechny písně z představení. Skupina také 29. července 2010 vydala album přes Bandcamp.

## Ohlas kritiky
Entertainment Weekly jmenoval muzikál jedním z „Nejlepších deseti videí roku 2009“.